# Faye Webster
Faye Webster, née le 25 juin 1997 à Atlanta, en Géorgie, est une autrice, compositrice, interprète et photographe américaine.
Elle a publié cinq albums de chansons de folk mélancolique et décalée, teintée de rap et R’n’B. Elle est également connue pour ses portraits photo de figures du hip-hop d'Atlanta.

## Biographie

### Jeunesse
Faye Webster est née en 1997 à Atlanta, dans l’État de Géorgie. Sa mère joue du violon, son frère aîné de la guitare et son grand-père du bluegrass. Au lycée, elle intègre un collectif de rappeurs, PSA. Elle commence à écrire ses première chansons à l’âge de 14 ans,. Atlanta est connue pour sa scène rap florissante et Faye Webster se passionne pour la chanteuse R’n’B au destin tragique Aaliyah,.

### Carrière
Elle publie son premier album, Run and Tell, en 2013 alors qu’elle n’a que seize ans. Sa folk traditionnelle soignée, est inspirée par la country et le bluegrass héritées de sa famille. En 2017, elle rejoint Nashville dans le Tennessee, pour étudier l’écriture de chansons à l’université mais renonce rapidement, préférant se consacrer pleinement à sa carrière.
Son deuxième album, Faye Webster, sort quelques mois plus tard sur le label indépendant Awful Records, connu pour sa liste d'artistes rap de gauche. Elle essaie de trouver une simplicité mélancolique qui reflète son penchant pour l'autodérision.

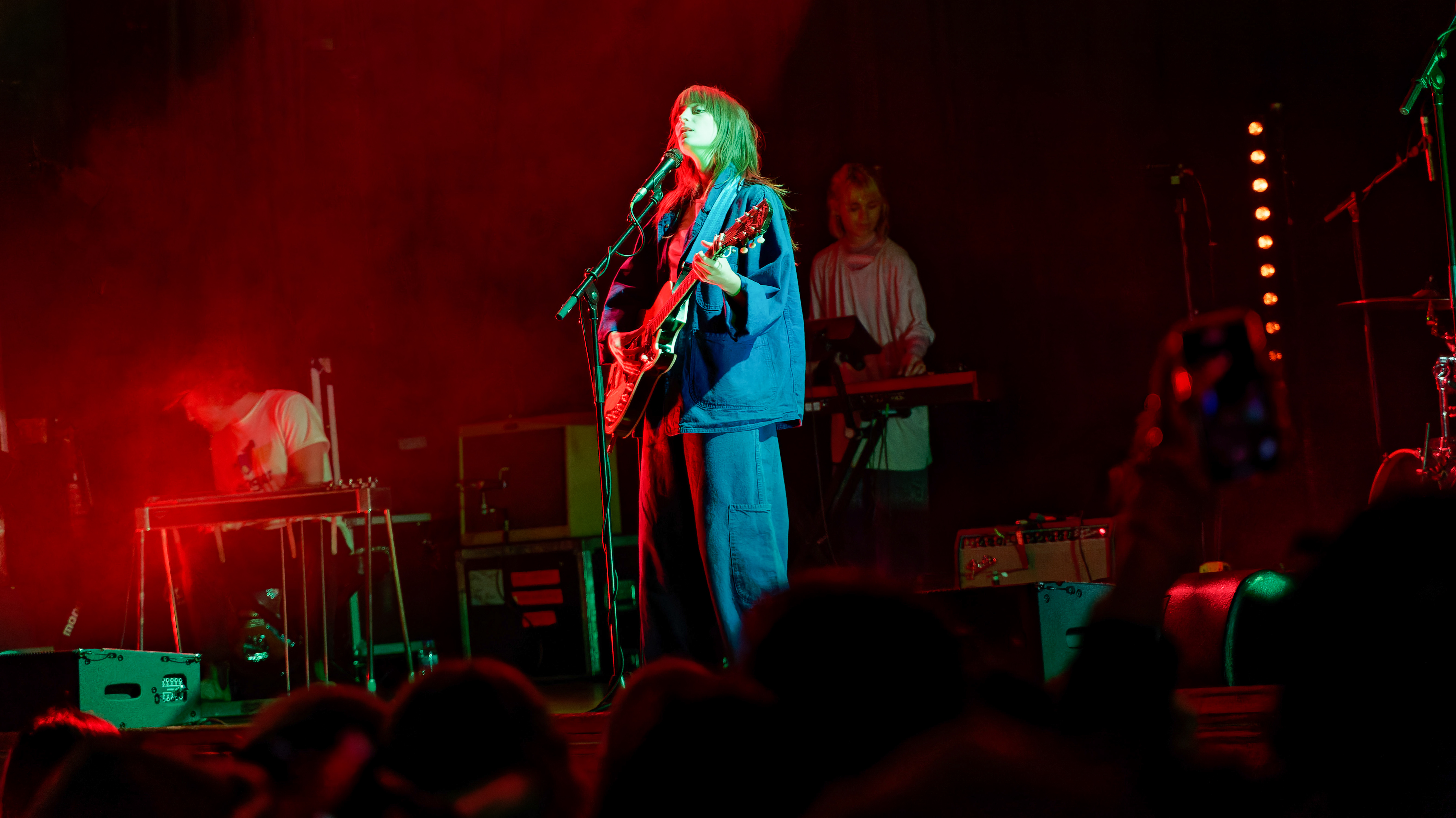
Faye Webster au Islington Assembly Hall en novembre 2022.

Faye Webster signe en 2018 sur le label indépendant Secretly Canadian. Elle y sort en 2019 Atlanta Millionaires Club, qui mêle R’n’B, Pedal steel guitar, country et rap. En résulte un groove un peu décalé, tout en douceur et parfois nonchalant,.
La carrière de Faye Webster décolle en 2021 avec la sortie de I Know I'm Funny Haha, toujours sur le label Secretly Canadian. Le son de l’album est soyeux, oscillant entre musique country, soul blanche et ambiance de speakeasy tamisé.
En 2022, elle revisite certains de ses anciens titres dans l'EP Car Therapy Sessions.
Underdressed at the Symphonie, sorti le 1er mars 2024 est enregistré aux sudios Sonic Ranch au Texas. Faye Webster convie son ami de collège, le rappeur Lil Yachty sur le titre Lego Ring,,.

## Discographie
- 2013 – Run and Tell
- 2017 – Faye Webster
- 2019 – Atlanta Millionaires Club
- 2021 – I Know I'm Funny Haha
- 2024 – Underdressed at the Symphonie